# Björgvin Páll Gústavsson
Björgvin Páll Gústavsson (* 24. Mai 1985 in Hvammstangi) ist ein isländischer Handballtorwart.

## Karriere

### Verein
Der 1,92 Meter große und 90 Kilogramm schwere Torwart spielte zunächst in seiner Heimat bei den Vereinen HK Kópavogur, ÍBV Vestmannaeyja und Fram Reykjavík, ehe er 2007 zum deutschen Zweitligisten TV Bittenfeld wechselte. Nach zwei Jahren unterschrieb er beim Schweizer Verein Kadetten Schaffhausen, mit dem er 2010 und 2011 Schweizer Meister wurde sowie 2011 den Pokal gewann. Die folgenden sechs Jahre spielte er in der deutschen Handball-Bundesliga für den SC Magdeburg und den Bergischen HC. In der Bundesliga konnte er in 187 Spielen genau 100 Siebenmeter parieren. Ab 2017 stand er beim Haukar Hafnarfjörður unter Vertrag. Zur Saison 2018/19 wechselte er zum dänischen Erstligisten Skjern Håndbold. Im Sommer 2020 kehrte er zu Haukar Hafnarfjörður zurück. Seit der Saison 2021/22 läuft Björgvin Páll Gústavsson für Valur Reykjavík auf. Mit Valur gewann er 2022 und 2023 die isländische Meisterschaft sowie 2022 den isländischen Pokal. Seit der Saison 2023/24 übt er zusätzlich bei Valur das Amt des Co-Trainers aus. 2024 gewann er den EHF European Cup.

### Nationalmannschaft
Björgvin Páll Gústavsson spielte bisher 279-mal für die isländische Nationalmannschaft; mit ihr gewann er die Silbermedaille bei den Olympischen Sommerspielen 2008 und spielte bei der Europameisterschaft 2010, wo er Bronze erreichte. Im Sommer 2012 nahm er an den Olympischen Spielen in London teil. An der Weltmeisterschaft 2023 nahm er ebenfalls teil. Bei der Weltmeisterschaft 2025 warf er ein Tor in sechs Spielen und belegte mit dem Team den 9. Platz.